# Meluhha
Meluhha eller  Melukhkha var det sumeriska namnet på en av Sumers viktigaste handelspartners under den mellersta bronsåldern. Meluhha's exakta identitet är omdebatterat men många forskare tror att Meluhha var Induskulturen.

## Etymologi
Enligt indologen Asko Parpola kommer namnet Meluhha från en sammansättning av det proto-draviska orden mel-akam (Höglandet) och det mesopotamiska ordet för sesamolja (Ilu på sumeriska och Ellu på Akkadiska). Asko's teori är att del av handeln mellan Sumer och Induskulturen utgjordes av just sesamolja och att detta formade sumerernas namn för riket. Asko pekar vidare på att området kan ha varit grunden för det fornvediska ordet för barbar eller utlänning (Mleccha).

## Handel med Sumer
Sumeriska texter nämner återkommande tre viktiga handelspartners, Magan, Dilmun och Meluhha. Magan har idag identifierats som området kring dagens Förenade Arabemiraten och Oman medan Dilmun har identifierats som en civilisation som existerade vid Persiska viken kring vad som idag är Bahrain och Failaka-öarna. Meluhha har dock varit svårare att identifiera.

## Inskriptioner
I inskriptioner från Sargon av Akkads tid (2334-2279 f.Kr.) nämns att skepp inkommit från Magan, Dilmun och Meluhha och i hans sonson Naram-Sins (2254-2218 f.Kr.) texter omnämns i en lista över kungar som gjort uppror mot honom en (..)ibra från Melukha. I Gudea av Lagash (2000-talet f.Kr.) texter nämns att meluhherna kommit till Sumer för att sälja gulddamm och Karneol. I Gudeacylindern A skriver Gudea "Jag skall sprida i världen respekt för mitt tempel, under mitt namn kommer hela världen att samlas där och Magan och Meluhha kommer att komma ned från sina berg för att närvara.". I cylinder B skriver han att han inhandlat "block av lapus lazuli och ljus Karneol från Meluhha". Efter 1760 f.Kr. omnämns inte Meluhha längre i Sumeriska texter.
Meluhha nämns även i sumeriska myter så som "Enki och Ninhursaga":
" Må de främmande landet Meluhha lasta dyrbar eftertraktad Karneol, perfekt mesträ och vackert abaträ på stora skepp åt dig.".

## Råvaror
I de sumeriska städerna har stora mängder stämplar från Harrapa (i dagens Pakistan) samt kubiska viktmått återfunnits. Från Harrapa verkar sumerierna ha importerat stora mängder trä, speciellt Ebenholts, vilket transporterades till Sumer på stora skepp. Även lyxföremål importerades så som Lapuz Lazuli, som brutits i en harrapisk koloni i Shortugai (dagens norra Afghanistan) för att sedan transporteras till Lothal i västra Indien innan det slutligen skeppades till Sumer, Magan och Dilmun.
På 1980-talet e.Kr. gjordes arkeologiska fynd i Ras al-Jinz i Oman som visade att Induskulturen mycket riktigt haft sjöhandel med den arabiska halvön och mellanöstern i stort.

## Meluhha-hunden
I en av sina inskriptioner nämner Ibbi-Sin av det akkadiska imperiet (2028-2004 f.Kr.) att han som krigsbyte från Marhasi bland annat fått en "röd meluhha-hund":
"Ibbi-Sin, gud av sitt land, den mäktiga kungen, kung av Ur och de fyra världsändarna, hans röda/spräckliga meluhha-hund gavs till honom från Marhasi i tribut, en avbildning av hunden läts göras och för sitt liv dedikerades den till han (Nanna)"
Det är oklart huruvida hunden är röd eller fläckig/spräcklig då symbolen för beskrivningen 𒁱 kan betyda antingen eller.
Är hunden röd kan det tyda på att det rör sig om en asiatisk vildhund vilket är en rödfärgad hund som lever i södra och östra Asien och även i området för Induskulturen. Är hunden dock fläckig kan det istället röra sig om en Etiopisk varg vilket i så fall skulle placera Meluhha i Afrika, nära Egypten.

## Djurfigurer
Olika figurer som föreställer exotiska djur och formade av guld eller Karneol verkar ha importerats från Meluhha till Sumer. Ett återkommande motiv är apor och åtminstone en Karneolfigur verkar föreställa en asiatisk apa. Denna figur hittades i en utgrävning av den elamitiska staden Susa och har daterats till någon gång mellan 2340 - 2100 f.Kr. Det är möjligt att statyn kom från Indien och den återfinns idag på Louvren.

## Meluhhisk handelskoloni i Sumer
Mot slutet av den sumeriska perioden nämner flera inskriptioner en meluhhisk bosättning i södra Sumer nära staten Girsu. De flesta referenserna verkar komma från slutet av det akkadiska imperiet och den tredje Ur-dynastin. Platsen för bosättningen tros idag vara staden Guabba och referenserna till "stora skepp" i Guabba tyder på att staden kan ha varit en handelskoloni med direkt kontakt med Meluhha. Under den tredje Ur-dynastin verkar handeln med Meluhha ha tagit slut och Dilmun blir istället Sumers främsta handelspartner. Detta sammanfaller möjligen med slutet på induskulturen.

## Krig mot Akkadiska Imperiet och Sumer
Enligt skrifter från den Akkadiske kungen Rimush nämns att han stridigt mot Meluhha i östra Elam:
"Rimush, kung av världen, i slaget mot Abalgamash, kung av Parahshum, var segrande. Zahara, Elam, Gupin och Meluhha samlades i Parahshum för strid, men han (Rimush) segrade och dräpte 16 212 män och tillfångatog 4 216. Han tillfångatog Ehmahsini, kung av Elam och alla Elams adelsmän. Han tillfångatog Sidaga'u, general av Parahshum och Sargapi, general av Zahara. Mellan städerna Awan och Susa, vid den mellersta floden byggde han en gravkulle över dem, vidare slet han ut Parahshum från landet Elam. Rimush, Kung av världen, härskar nu över Elam, så som gud (Enkil) hade visat.".
Även Gudea nämner i en av sina skrifter att han segrat mot Magan, Meluhha, Elam och Amurru.

## Identifieringen av Meluhha som Induskulturen
De flesta forskare anser idag att Meluhha är det sumeriska namnet för induskulturen. De finländska forskarna Asko och Simon Parpola identifierar Meluhha som sprunget ur den Dravidiska termen Mel Akam (Höglandet) och det Mesopotamiska ordet för sesamolja (Ilu på sumeriska och Ellu på Akkadiska). Många av de varor som sägs komma från Meluhha så som Ebenholts, mineraler och ädelstenar utvanns mycket riktigt i kullarna kring Induskulturen. Asko och Simon menar vidare att det vendiska ordet mleccha som betyder barbar och utlänning även det härstammar från induskulturen och likheten med Meluhha är inte svår att se.
De tidiga sumeriska texterna (2200 f.Kr.) verkar tyda på att Meluhha ligger öst om Sumer och Elam vilket i så fall kan innebära Indusdalen eller Indien. Senare texter från det Assyriska imperiet verkar dock placera Meluhha i Afrika och något som vidare talar för att Meluhha inte är Induskulturen är att den kulturen gick under långt innan det Assyriska imperiets bildades.
Det finns flera arkeologiska fynd som visar att sumer handlat med Induskulturen, däribland stämplar från Harappa och kubiska viktmått (Sumererna använde cirkulära viktmått).

## Senare eran
Under den assyriska och hellenistiska eran fortsatte eller återupptogs gamla benämningar av områden, möjligen för att skapa en artificiell känsla av kontinuitet mellan nya och historiska händelser. Medien börjar till exempel att kallas för Gutiernas land vilket syftar på det folkslag som levt där på 2000-talet f.Kr.
I dessa texter börjar även Meluhha att användas igen, dock verkar texterna mena att Meluhha ligger i Afrika nära Egypten. I en av Ashurbanipals texter skriver han: " I min första kampanj marscherade jag mot Magan och Meluhha och Taharqa, kung av Musur (Egypten) och Kusu (Nubien), som Esarhaddon, kung av Assyrien, min far, hade besegrat och vars land han erövrat.". I texten tros Magan vara Egypten och Meluhha vara Meroe, Nubiens huvudstad.
Under den hellenistiska eran användes Meluhha som ett av namnen för det Ptolemaiska Egypten och en i en beskrivning av en festival för att fira slutet på det 6e syriska kriget står: "Kung Antiochus marscherade i triumf genom Meluhhas städer.".
Dessa referenser behöver inte innebära att även de tidiga benämningarna av Meluhha syftade på riken i Östafrika. Direkt kontakt mellan Sumer och Induskulturen tog slut redan innan induskulturens fall i och med att Magan och Dilmun blev mellanhänder i handeln. Efter att Ur plundrats av Elam och de senare invasionerna av Sumer verkar handeln i Mesopotamien istället ha riktats västerut och länder som Meluhha blev därmed ett distant och nästan mytiskt minne. När namnet började brukas igen kan det helt enkelt ha rört sig om ett kulturellt minne av ett avlägset och rikt land som användes av assyrierna, perserna och hellenisterna för att ge en högre status till sina kungar. 